# Team Thorengruppen SK
Team Thorengruppen SK ist ein schwedischer Sportverein aus der Stadt Umeå. Der Verein wurde 2005 gegründet und zählt zu den jüngeren Vereinen in Schweden. Die Herren- und Damenmannschaft spielen beiden in der Svenska Superligan, der höchsten schwedischen Spielklasse. Das Damenteam stellt dort seit mehreren Jahren das dominierende Team dar und hat die letzten vier Meisterschaften sowie die letzten beiden Champions Cups auf europäischer Ebene gewonnen.

## Geschichte

### Herrenabteilung
Nach der Vereinsgründung musste das Herrenteam zunächst in der untersten schwedischen Großfeld-Liga beginnen. In der ersten Saison erreichte der Verein den vierten Platz. In der zweiten Saison konnte man mit 18 Siegen aus 20 Partien den Aufstieg klarmachen. In der Division 3  erreichte die Mannschaft als Newcomer bereits die Qualifikationsspiele für die Division 2. Diese Qualifikationsspiele konnte Thorengruppen für sich entscheiden und stieg in die dritthöchste schwedische Unihockeyliga auf. In der Division 2 konnte man sich mit der Neuverpflichtung vom IBK Dalen, Andreas Carlbom, nur wegen eines Punktes nicht für die Aufstiegsspiele qualifizieren. In der Saison 2009/10 konnte man sich für die Aufstiegsspiele qualifizieren, unterlag allerdings Sandåkerns SK in beiden Partien. 2010/11 gewann der Verein aus Umeå alle Spiele und musste nur einen einzigen Punkt abgeben. Damit qualifiziert sich TTG für die zweithöchste schwedische Liga, Allsvenskan. In der zweithöchsten schwedischen Liga erreichte man den zweiten Rang, war aber 12 Punkte hinter dem Leader IK Sirius IBK. 2013/14, eine Saison später, erreichten die Männer erneut den zweiten Rang. In den Aufstiegsspielen zur Svenska Superligan (SSL) unterlag man erst im dritten Spielen an KAIS Mora IF. Eine Saison später fusionierte die Männerabteilung des Vereins mit Umeå City um das Ziel SSL in Angriff zu nehmen. Allerdings gelang der Start in die Saison nicht und man konnte das angestrebte Ziel ebenfalls nicht erreichen.
2015/16 gelang es den Herren in den ersten vier Rängen zu landen. Dies bedeutete gleichzeitig die Qualifikation für die Aufstiegsspiele in die SSL. Mit Siegen gegen TTG Salem Wibax Piteå IBK gelang erstmals der Aufstieg in die höchste Spielklasse. Nach der Saison 2017/18 erfolgte dann jedoch zunächst der Abstieg aus der SSL in die Allsvenskan, ehe 2019/20 wiederum der Aufstieg in die SSL gelang.

### Damenabteilung
In der Saison 2013/14 gelang es der Damenmannschaft in die Division 1 aufzusteigen. Nach nur einer Saison stieg man wieder in die Division 2 ab. 2015/16 gelang den Damen der Aufstieg in die neugegründete Allsvenskan. Team Thorengruppen beendete die Saison in der Allsvenskan Norra auf dem dritten Rang und verpasste nur knapp die Spiele zur Qualifikation zur Svenska Superligan der Damen. In der Saison 2019/2020 gelang dann endlich der Aufstieg in die höchste Liga. Zum Beginn dieser Saison wechselte die zu diesem Zeitpunkt zweimalige Weltunihockeyspielerin des Jahres, Veera Kauppi, vom in Finanznöte gerateten Stadtrivalen IKSU zum Team Thorengruppen, und läutete dort eine Erfolgsära ein. Seit dem Aufstieg beherrscht das Team die Svenska Superligan nach Belieben und konnte bereits die vierte Meisterschaft in Folge holen. Den in der Saison 2023/24 erstmals ausgetragenen Pokalwettbewerb konnte die Mannschaft ebenfalls gewinnen. Und auch auf europäischer Ebene dominiert die Mannschaft ihre Konkurrenz, die Champions-Cup-Titel 2023 und 2024 gingen ebenfalls nach Umeå.

### Ligazugehörigkeit
Platzierung in Klammern (reguläre Saison/ggf. Playoffs), Meisterschaften fett markiert
| Saison  | Herren                    | Damen                    |
| ------- | ------------------------- | ------------------------ |
| 2005/06 | Division 4 (4)            |                          |
| 2006/07 | Division 4 (1) ▲          |                          |
| 2007/08 | Division 3 (2) ▲          |                          |
| 2008/09 | Division 2 (3)            |                          |
| 2009/10 | Division 2 (1) ▲          |                          |
| 2010/11 | Division 1 (1) ▲          |                          |
| 2011/12 | Allsvenskan (2)           |                          |
| 2012/13 | Allsvenskan (2)           |                          |
| 2013/14 | Allsvenskan (3)           | Division 2 (1) ▲         |
| 2014/15 | Allsvenskan (6)           | Division 1 (11) ▼        |
| 2015/16 | Allsvenskan (1) ▲         | Division 2 (1) ▲         |
| 2016/17 | Svenska Superligan (11)   | Allsvenskan (2)          |
| 2017/18 | Svenska Superligan (14) ▼ | Allsvenskan (3)          |
| 2018/19 | Allsvenskan (1)           | keine Daten              |
| 2019/20 | Allsvenskan (1) ▲         | Allsvenskan (2) ▲        |
| 2020/21 | Svenska Superligan (10)   | Svenska Superligan (1/M) |
| 2021/22 | Svenska Superligan (9)    | Svenska Superligan (1/M) |
| 2022/23 | Svenska Superligan (9)    | Svenska Superligan (1/M) |
| 2023/24 | Svenska Superligan (9)    | Svenska Superligan (1/M) |

## Erfolge
- Champions Cup (Damen): 2023, 2024
- Meister (Damen): 2021, 2022, 2023, 2024
- Pokalsieger (Damen): 2024

## Stadion
Die Mannschaften von TTG spielen nach Möglichkeit in der Umeå Energi Arena. Sie verfügt über eine Kapazität von 2600 Plätzen.